# Serie B 2008-2009 (calcio femminile)
L'edizione 2008-2009 è stata la quarantesima edizione del campionato italiano di Serie B femminile di calcio.
Vi hanno partecipato 52 squadre divise in quattro gironi. Il regolamento prevede che la vincitrice di ogni girone venga promossa in Serie A2, mentre le ultime quattro dei gironi A-B-C e tre classificate del girone D vengono relegate ai rispettivi campionati regionali di Serie C.

## Girone A

### Squadre partecipanti
| Club                                    | Città                  | Stagione 2007-2008      |
| --------------------------------------- | ---------------------- | ----------------------- |
| A.C.F. Alessandria                      | Alessandria            | 2º posto in Serie B/A   |
| C.F. Bogliasco Pieve                    | Bogliasco              | 8º posto in Serie B/A   |
| G.S. C.F. Caprera                       | La Maddalena           | in Serie C              |
| A.S.D. Castelvecchio                    | Savignano sul Rubicone | 2º posto in Serie B/C   |
| Imolese Femminile A.C.F.D.              | Imola                  | in Serie C              |
| A.S.D.F. Juventus Torino Calcio Ragazze | Torino                 | 6º posto in Serie B/A   |
| A.S.D. Multedo C.F.                     | Genova Multedo         | 5º posto in Serie B/A   |
| A.S.D. Packcenter Imola C.F.            | Imola                  | 11º posto in Serie A2/B |
| F.C.D. Real Canavese Chivasso Femm.     | Torino                 | 3º posto in Serie B/A   |
| Romagnano Calcio A.S.D.                 | Romagnano Sesia        | in Serie C              |
| A.S.D. Femminile Romano                 | Milano                 | in Serie C              |
| U.S. Sarzanese C.F.                     | Sarzana                | 5º posto in Serie B/D   |
| S.P. Virtus Fossano A.S.D.              | Fossano                | 4º posto in Serie B/A   |
| A.C.D.F. Virtus Romagna                 | Rimini                 | 7º posto in Serie B/C   |

### Classifica finale
|  | Pos. | Squadra                | Pt | G  | V  | N | P  | GF | GS | DR  |
|  | ---- | ---------------------- | -- | -- | -- | - | -- | -- | -- | --- |
|  | 1.   | Alessandria            | 64 | 26 | 21 | 1 | 4  | 64 | 32 | +32 |
|  | 2.   | Real Canavese Chivasso | 53 | 26 | 17 | 2 | 7  | 50 | 23 | +27 |
|  | 3.   | Multedo                | 52 | 26 | 17 | 1 | 8  | 72 | 27 | +45 |
|  | 4.   | Packcenter Imola       | 49 | 26 | 15 | 4 | 7  | 41 | 19 | +22 |
|  | 5.   | Romano                 | 48 | 26 | 14 | 6 | 6  | 52 | 26 | +26 |
|  | 5.   | Imolese                | 48 | 26 | 16 | 0 | 10 | 48 | 30 | +18 |
|  | 7.   | Juventus Torino        | 46 | 26 | 15 | 1 | 10 | 43 | 33 | +10 |
|  | 8.   | Virtus Fossano         | 39 | 26 | 12 | 3 | 11 | 54 | 45 | +9  |
|  | 9.   | Castelvecchio          | 32 | 26 | 10 | 2 | 14 | 48 | 65 | -17 |
|  | 10.  | Bogliasco Pieve        | 27 | 26 | 8  | 3 | 15 | 40 | 57 | -17 |
|  | 11.  | Romagnano              | 26 | 26 | 8  | 2 | 16 | 33 | 45 | -12 |
|  | 12.  | Sarzanese              | 18 | 26 | 5  | 3 | 18 | 27 | 76 | -49 |
|  | 13.  | Virtus Romagna         | 14 | 26 | 3  | 4 | 18 | 22 | 60 | -38 |
|  | 14.  | Caprera                | 13 | 26 | 4  | 1 | 21 | 24 | 80 | -56 |

Legenda:
      Promossa in Serie A2
      Retrocessa in Serie C
Note:
Tre punti a vittoria, uno a pareggio, zero a sconfitta.

## Girone B

### Squadre partecipanti
| Club                           | Città                 | Stagione 2007-2008      |
| ------------------------------ | --------------------- | ----------------------- |
| G.S. Barcon                    | Barcon di Vedelago    | 5º posto in Serie B/C   |
| S.S.V. Brixen OBI / A.S.D.     | Bressanone            | 4º posto in Serie B/B   |
| U.S. Carianese Calcio          | San Pietro in Cariano | 7º posto in Serie B/B   |
| A.S.D. Exto Schio 06           | Schio                 | 6º posto in Serie B/B   |
| C.S.D. Franciacorta            | Erbusco               | 7º posto in Serie B/A   |
| A.S.D. C.F. Frutta Più Verona  | Verona                | in Serie C              |
| A.C.F.D. Graphistudio Campagna | Maniago               | 11º posto in Serie A2/A |
| A.S.D. Laghi                   | Tezze sul Brenta      | 9º posto in Serie B/B   |
| A.C. Femminile Mestre 1999     | Mestre                | 3º posto in Serie B/C   |
| A.C.F. Pasiano A.S.D.          | Pasiano di Pordenone  | in Serie C              |
| C.F. Südtirol Vintl Damen      | Vintl/Vandoies        | 7º posto in Serie B/B   |
| A.S.D. Trasaghis               | Trasaghis             | 3º posto in Serie B/B   |
| A.C.D. Valbruna Vicenza        | Vicenza               | 5º posto in Serie B/B   |
| Vicenza C.F.                   | Vicenza               | 2º posto in Serie B/B   |

### Classifica finale
|  | Pos. | Squadra           | Pt | G  | V  | N | P  | GF | GS | DR  |
|  | ---- | ----------------- | -- | -- | -- | - | -- | -- | -- | --- |
|  | 1.   | Südtirol Vintl    | 66 | 26 | 21 | 3 | 2  | 78 | 22 | +56 |
|  | 2.   | Frutta Più Verona | 66 | 26 | 21 | 3 | 2  | 85 | 26 | +59 |
|  | 3.   | Graph. Campagna   | 52 | 26 | 16 | 4 | 6  | 50 | 38 | +12 |
|  | 4.   | Barcon            | 48 | 26 | 14 | 6 | 6  | 59 | 40 | +19 |
|  | 5.   | Brixen OBI        | 36 | 26 | 10 | 6 | 10 | 43 | 36 | +7  |
|  | 5.   | Carianese (-1)    | 36 | 26 | 11 | 4 | 11 | 50 | 47 | +3  |
|  | 5.   | Vicenza           | 36 | 26 | 11 | 3 | 12 | 38 | 42 | -4  |
|  | 8.   | Pasiano           | 34 | 26 | 11 | 1 | 14 | 37 | 50 | -13 |
|  | 9.   | Trasaghis         | 33 | 26 | 8  | 9 | 9  | 38 | 39 | -1  |
|  | 10.  | Exto Schio 06     | 30 | 26 | 9  | 4 | 13 | 37 | 52 | -15 |
|  | 11.  | Franciacorta      | 26 | 26 | 8  | 2 | 16 | 26 | 48 | -22 |
|  | 12.  | Valbruna Vicenza  | 23 | 26 | 5  | 8 | 13 | 46 | 63 | -17 |
|  | 13.  | Mestre 1999       | 17 | 26 | 4  | 5 | 17 | 37 | 74 | -37 |
|  | 14.  | Laghi             | 10 | 26 | 2  | 4 | 20 | 18 | 65 | -47 |

Legenda:
      Promossa in Serie A2
      Retrocessa in Serie C
Note:
Tre punti a vittoria, uno a pareggio, zero a sconfitta.
La Carianese ha scontato un punto di penalizzazione.

### Spareggio promozione
|                | Risultati |                   | Luogo e data           |
| -------------- | --------- | ----------------- | ---------------------- |
| Südtirol Vintl | 3 - 2     | Frutta Più Verona | Trento, 24 maggio 2009 |
|                |           |                   |                        |

## Girone C

### Squadre partecipanti
| Club                             | Città               | Stagione 2007-2008      |
| -------------------------------- | ------------------- | ----------------------- |
| ANSPI Marsciano C.F.             | Marsciano           | in Serie C              |
| A.S.D. Ariete Calcio Femminile   | Cepagatti           | 9º posto in Serie B/C   |
| A.S. Atletic Montaquila          | Montaquila          | 2º posto in Serie B/E   |
| A.C.D. Femminile Campobasso      | Campobasso          | 4º posto in Serie B/E   |
| Pol.D. Julia Spello              | Spello              | 7º posto in Serie B/D   |
| A.C.F.D. Laurenthiana Isolotto   | Sesto Fiorentino    | 9º posto in Serie B/D   |
| A.S.D. Multimarche Montecassiano | Montecassiano       | 6º posto in Serie B/C   |
| Picenum C.F.                     | Castel di Lama      | 3º posto in Serie B/C   |
| A.S.D. C.F. Porto Sant'Elpidio   | Porto Sant'Elpidio  | 8º posto in Serie B/C   |
| A.S.D. Salento Donne             | San Donato di Lecce | 12º posto in Serie A2/B |
| A.S.D. Sessano Femminile         | Isernia             | in Serie C              |
| A.S.D. Siena C.F.                | Siena               | 8º posto in Serie B/D   |

### Classifica finale
|  | Pos. | Squadra                   | Pt | G  | V  | N | P  | GF | GS | DR  |
|  | ---- | ------------------------- | -- | -- | -- | - | -- | -- | -- | --- |
|  | 1.   | Siena                     | 49 | 22 | 15 | 4 | 3  | 57 | 26 | +31 |
|  | 2.   | Atletic Montaquila        | 42 | 22 | 12 | 6 | 4  | 38 | 27 | +11 |
|  | 3.   | Ariete                    | 39 | 22 | 11 | 6 | 5  | 40 | 24 | +16 |
|  | 4.   | ANSPI Marsciano           | 38 | 22 | 10 | 8 | 4  | 31 | 18 | +13 |
|  | 5.   | Picenum                   | 36 | 22 | 9  | 9 | 4  | 40 | 30 | +10 |
|  | 5.   | Salento Donne             | 36 | 22 | 10 | 6 | 6  | 36 | 32 | +4  |
|  | 7.   | Julia Spello              | 30 | 22 | 8  | 6 | 8  | 28 | 27 | +1  |
|  | 8.   | Campobasso                | 24 | 22 | 6  | 6 | 10 | 29 | 28 | +1  |
|  | 9.   | Laurenthiana Isolotto     | 20 | 22 | 6  | 2 | 14 | 21 | 44 | -23 |
|  | 10.  | Multimarche Montecassiano | 18 | 22 | 3  | 9 | 10 | 18 | 36 | -18 |
|  | 11.  | Porto Sant'Elpidio        | 17 | 22 | 4  | 5 | 13 | 38 | 53 | -15 |
|  | 12.  | Sessano                   | 12 | 22 | 3  | 3 | 16 | 17 | 48 | -31 |

Legenda:
      Promossa in Serie A2
      Retrocessa in Serie C
Note:
Tre punti a vittoria, uno a pareggio, zero a sconfitta.

## Girone D

### Squadre partecipanti
| Club                            | Città                      | Stagione 2007-2008    |
| ------------------------------- | -------------------------- | --------------------- |
| A.S.D. C.F. Acese               | Aci Sant'Antonio           | 5º posto in Serie B/E |
| A.S. U.D.V. Argentanese         | Fagnano Castello           | 7º posto in Serie B/E |
| S.S.D. Centro Ester             | Napoli                     | 8º posto in Serie B/E |
| A.S.D. Domina Neapolis Acerrana | Acerra                     | 6º posto in Serie B/E |
| Pol.D. Eagles Red e Blue        | Taranto                    | in Serie C            |
| A.S.D. Eurnova                  | Roma Eur                   | in Serie C            |
| A.S.D. Ginnic Club Stadium      | Sciacca                    | in Serie C            |
| Pol. Pro Reggina 97             | Gallico di Reggio Calabria | in Serie C            |
| A.S.D. Res Roma                 | Roma                       | 4º posto in Serie B/D |
| A.C. Salernitana Femminile      | Salerno                    | 3º posto in Serie B/E |
| U.C.F. Sezze                    | Sezze                      | 2º posto in Serie B/D |
| A.S. Vesevus Trecase            | Trecase                    | in Serie C            |

### Classifica finale
|  | Pos. | Squadra                  | Pt | G  | V  | N | P  | GF | GS | DR  |
|  | ---- | ------------------------ | -- | -- | -- | - | -- | -- | -- | --- |
|  | 1.   | Sezze                    | 53 | 22 | 17 | 2 | 3  | 84 | 18 | +66 |
|  | 2.   | Acese                    | 53 | 22 | 17 | 2 | 3  | 74 | 19 | +55 |
|  | 3.   | Domina Neapolis Acerrana | 49 | 22 | 16 | 1 | 5  | 42 | 24 | +18 |
|  | 4.   | Res Roma                 | 38 | 22 | 11 | 5 | 6  | 47 | 33 | +14 |
|  | 5.   | Eurnova                  | 36 | 22 | 11 | 3 | 8  | 39 | 32 | +7  |
|  | 6.   | Pro Reggina 97           | 33 | 22 | 10 | 3 | 9  | 35 | 28 | +7  |
|  | 7.   | Salernitana              | 29 | 22 | 9  | 3 | 10 | 40 | 45 | -5  |
|  | 8.   | Vesevus Trecase          | 28 | 22 | 8  | 4 | 10 | 18 | 41 | -23 |
|  | 9.   | Ginnic Club Stadium      | 27 | 22 | 8  | 3 | 11 | 26 | 30 | -4  |
|  | 10.  | Argentanese              | 18 | 22 | 6  | 1 | 15 | 36 | 61 | -25 |
|  | 11.  | Eagles Red e Blue        | 12 | 22 | 3  | 3 | 16 | 28 | 72 | -44 |
|  | 12.  | Centro Ester             | 3  | 22 | 1  | 0 | 21 | 6  | 69 | -63 |

Legenda:
      Promossa in Serie A2
      Retrocessa in Serie C
Note:
Tre punti a vittoria, uno a pareggio, zero a sconfitta.

### Spareggio promozione
|       | Risultati |       | Luogo e data            |
| ----- | --------- | ----- | ----------------------- |
| Acese | 1 - 4     | Sezze | Rossano, 24 maggio 2009 |
|       |           |       |                         |

## Verdetti finali
- Alessandria, Südtirol Vintl Damen, Siena e Sezze promosse in Serie A2.
- Romagnano, Sarzanese, Virtus Romagna, Caprera, Franciacorta, Valbruna Vicenza, Mestre 1999, Laghi, Multimarche Montecassiano, Porto S. Elpidio, Sessano, Argentanese, Eagles Red e Blu e Centro Ester retrocesse nei rispettivi campionati regionali di Serie C.